# Комитет министров
Комитет министров — высший совещательный и распорядительный орган Российской империи, действовавший при российском императоре в 1802—1906 годах. Во время революции 1905—1907 годов на смену ему пришёл Совет министров Российской империи.

## Создание
Учреждён в ходе министерской реформы манифестом от 8 сентября 1802 года. Изначально состоял из министров, их товарищей (заместителей) и государственного казначея.
Вскоре Комитет министров сделался «верховным местом Империи». Этому способствовало личное присутствие на его заседаниях императора Александра I, который в 1802—1804 годах редко когда не посещал его заседаний. Во время отлучек императора Комитету министров особыми указами предоставлялись чрезвычайные полномочия.

## Состав
Высочайшим повелением 31 марта 1810 г. в состав Комитета министров были введены, во всех важных случаях, председатели департаментов Государственного совета. Председатели Государственного совета входили в Комитет с 27 августа 1905 года, однако фактически они присутствовали в Комитете с 1865 года, так как великие князья Константин Николаевич (председатель Государственного совета в 1865—1881 годах) и Михаил Николаевич (председатель Государственного совета в 1881—1905 годах) были членами Комитета по особым Высочайшим повелениям.
Обер-прокурор Святейшего синода входил в Комитет с 6 декабря 1904 года, а до этого (с 1835 года) призывался в заседания только при обсуждении вероисповедных дел. Однако обер-прокуроры фактически присутствовали в Комитете с 1865 года, так как граф Д. А. Толстой (член комитета с 1865 по 1880 годы) занимал одновременно другие министерские должности, а обер-прокурор Синода в 1880—1905 годах К. П. Победоносцев был членом Комитета по особому Высочайшему повелению.
Начиная с эпохи Николая I членами Комитета назначались по достижении определённого возраста наследники престола. Цесаревич Александр Николаевич (будущий Александр II) был назначен в Комитет в 1841 году в возрасте 23 лет, цесаревич Александр Александрович (будущий Александр III) — в 1868 году в возрасте 23 лет, цесаревич Николай Александрович (будущий Николай II) — в 1889 году в возрасте 21 года. Цесаревич Николай Александрович умер в 1865 году в возрасте 21 года, не будучи назначенным членом Комитета.
С 1812 года членами Комитета министров стали назначаться императором и посторонние лица (впервые — вице-адмирал А. С. Шишков). В 1892 году членами Комитета были назначены великие князья Владимир Александрович и Алексей Александрович. С 1893 года в состав Комитета министров входил государственный секретарь. В целом, в пореформенную эпоху членами Комитета состояли одновременно от 19 до 24 лиц.

## Компетенция
Компетенция Комитета министров имела мало общего с расхожим современным представлением о кабинете министров и его круге функций. Все министры (и главноуправляющие отдельными частями) были независимы друг от друга, отвечали за деятельность своих ведомств единолично и имели независимые доклады у императора. Комитет министров же не отвечал ни за деятельность отдельных министерств, ни за согласованность их политики. Его компетенция сложилась исторически и состояла из чрезвычайно разнородных групп вопросов, большая часть из которых была мелочными и маловажными. Детальный список предметов ведения Комитета непрерывно видоизменялся, причём общее их количество постепенно увеличивалось.
Формально, компетенция Комитета состояла из двух видов дел:
- Текущие дела по министерскому управлению (дела, «разрешение которых превышает пределы власти, вверенной в особенности каждому министру, и требующие высочайшего разрешения»; дела, требующие соображения различных ведомств);
- Дела, в особенности присвоенные Комитету министров законом.

Данные нормы носили весьма общий характер, и реальный перечень дел, рассматриваемых Комитетом, складывался хаотично; только в 1905 году была сделана первая попытка систематизировать предметы ведения Комитета.
В целом, деятельность Комитета разделялась на три направления:
- важные межведомственные вопросы государственного управления;
- «одиозные» вопросы, которые формально находились в пределах ведения одного министерства, но за которых министры не хотели брать на себя персональную ответственность и стремились переложить её на коллегию;
- мелочные вопросы, список которых сформировался достаточно случайным образом (прежде всего, в результате уклонения отдельных министерств от принятия на себя решения данных задач); данная группа вопросов всегда была самой многочисленной.

Наиболее важным предметом, который находился в ведении Комитета, были железнодорожные дела, которые были переданы ему после упразднения Комитетов железных дорог. Решения о предоставлении концессий для строительства железных дорог, учреждении железнодорожных компаний, гарантировании государством их акций и облигаций, выкупе железных дорог в казну и тому подобные имели, начиная с эпохи Александра II, первостепенное государственное и экономическое значение. С 1891 года Комитет рассматривал эти дела в совместных заседаниях с Департаментом экономии Государственного Совета.
Мелкие дела, загружавшие Комитет, были разнообразны и обширны. Наиболее многочисленными были дела об индивидуальном назначении пенсии отставным чиновникам. К началу эпохи Александра II существующие ставки нормальных пенсий по государственной службе устарели и не обеспечивали пенсионерам приемлемый уровень жизни. С середины XIX века все больше и больше пенсий назначались по индивидуальным Высочайшим повелениям. В 1883 году была выработана система так называемых «усиленных» пенсий. Но и эти пенсии назначались в индивидуальном порядке, и в индивидуальном же порядке рассматривались Комитетом министров, что существенно загромождало его делопроизводство.
Второй многочисленной группой дел было рассмотрение уставов акционерных обществ. Акционерные общества, учреждение которых было отрегулировано законом в 1833 году, были утверждаемы декретно, то есть индивидуальным законом для каждого отдельного общества. В компетенцию Комитета министров входило рассмотрение всех уставов с отклонениями от требования закона, а так как сильно устаревший закон допускал только именные акции, а почти все учредители желали выпустить акции на предъявителя, Комитет к концу XIX века рассматривал почти все уставы вновь учреждаемых компаний. Количество таких дел доходило до 400 в годы наибольшей экономической активности.
Ведению Комитета подлежали дела о старообрядцах и сектанатах. С 1882 года Комитет отошёл от рассмотрения этой группы вопросов, перешедших в ведение МВД и Синода. Однако и в этой сфере компетенция была плохо очерчена законодательством — в 1894 году министр внутренних дел И. Н. Дурново провел через Комитет Положение о штунде, тем самым избежав рассмотрения вопроса в либерально настроенном Государственном Совете.
Комитет рассматривал ежегодные отчеты губернаторов, генерал-губернаторов и отчет государственного контролёра по исполнению государственной росписи расходов и доходов. Как правило, обсуждение этих отчетов проходило вяло и не приводило к значимым последствием. Исключением можно считать скандал с раскрытыми Государственным контролем злоупотреблениями министра путей сообщения А. К. Кривошеина (1894 год), приведший к его увольнению.
Вытеснив из области законодательства Непременный совет, Комитет министров в сфере управления присвоил себе права Сената, оставшегося «правительствующим» только по имени.
В сфере уголовного суда Комитет министров иногда действовал в качестве обвинительной камеры, постановляя о предании суду, или в качестве ревизионной инстанции, требуя к себе для пересмотра решения судов; иногда он вступал в рассмотрение судебных дел, ещё не законченных в низших инстанциях; иногда, преимущественно в гражданских делах, выступал и в роли высшей апелляционной инстанции по отношению к Сенату, принимая жалобы частных лиц на его решения. Он перестал быть органом судебной власти только в 1864 г.
Как правило, Комитет министров занимался лишь предварительным обсуждением вопросов. Его заключение, принятое единогласно или большинством голосов, вносилось в журнал, который представлялся на утверждение императору.
Особенностью журналов было то, что в них подробно, с приведением развернутых аргументов, излагалась не только позиция большинства, но и позиция меньшинства (если не было единогласного решения), а также и особые мнения отдельных членов Комитета (если те желали их заявить). Канцелярия Комитета составляла журналы, стараясь в максимально нейтральном тоне и как можно более содержательно изложить значимые аргументы расходящихся во мнениях сторон. Журналы представляли собой не столько стенограмму заседаний, сколько аналитическую записку, составляемую канцелярией Комитета; мнения, высказанные в заседаниях, переформулировались, а во многих случаях к ним подбирались и более удачные примеры и аргументы. Задачей журналов при расхождении мнений было не убедить императора в правоте большинства, а объективно представить ему весь диапазон высказанных суждений. Эта практика полностью совпадала практикой ведения аналогичных журналов Государственного Совета. Присоединение императора к мнению меньшинства не было редкостью.
Журнал, завершавшийся фразой "Комитет полагает: ", после которой шёл текст предлагаемого Комитетом законодательного акта, при утверждении императором приобретал силу закона под названием Высочайше утверждённого Положения Комитета министров.

## Председатель Комитета министров
В течение первых лет существования Комитета министров на заседаниях председательствовал император всероссийский, а в его отсутствие — члены Комитета министров поочередно, начиная со старшего в чине, каждый в течение 4 заседаний.
В 1810 г. председательство было предоставлено государственному канцлеру графу Н. П. Румянцеву, бывшему тогда и председателем Государственного совета. С 1812 года пост председателя Комитета превратился в самостоятельную должность, которая до 1865 года обязательно совмещалась с председательством в Государственном совете.
По установившейся традиции, председательство в Комитете было последней на государственной службе почётной должностью, на которую назначались сановники, ставшие слишком старыми для исполнения многохлопотных обязанностей министра. Целый ряд председателей Комитета (прежде всего князь А. И. Чернышев, граф А. Ф. Орлов, граф Д. Н. Блудов) характеризовались современниками как «едва живые», находящиеся «в жалком состоянии» и т. п. О князе А. И. Чернышеве М. А. Корф в шутку написал в дневнике: «Посмотрите, точно живой!». Князь П. П. Гагарин умер в этой должности в возрасте 83 лет.
Перемещение деятельного и влиятельного министра финансов С. Ю. Витте на пост председателя Комитета министров рассматривалось современниками (и самим Витте) как политический крах и разновидность почётной отставки; по распространённой шутке, Витте «упал вверх».

### Список председателей
1. Николай Петрович Румянцев (1810—1812)
2. Николай Иванович Салтыков (март 1812—сентябрь 1812)
3. Сергей Кузьмич Вязмитинов (1812—1816)
4. Пётр Васильевич Лопухин (1816—1827)
5. Виктор Павлович Кочубей (1827—1834)
6. Николай Николаевич Новосильцев (1834—1838)
7. Илларион Васильевич Васильчиков (1838—1847)
8. Василий Васильевич Левашов (1847—1848)
9. Александр Иванович Чернышёв (1848—1856)
10. Алексей Фёдорович Орлов (1856—1860)
11. Дмитрий Николаевич Блудов (1861—1864)
12. Павел Павлович Гагарин (1864—1872)
13. Павел Николаевич Игнатьев (1872—1879)
14. Пётр Александрович Валуев (1879—1881)
15. Михаил Христофорович Рейтерн (1881—1886)
16. Николай Христианович Бунге (1887—1895)
17. Иван Николаевич Дурново (1895—1903)
18. Сергей Юльевич Витте (16 (29) августа 1903 — 22 апреля 1906)

## Реорганизация
Указом императора Николая II от 19 октября 1905 года было создано правительство — Совет министров, объединившее министров в единый кабинет (ранее каждый министр непосредственно докладывал императору о делах своего ведомства). Первым председателем Совета министров был назначен председатель Комитета министров С. Ю. Витте.
Комитет министров при создании Совета ликвидирован не был: эти ведомства существовали параллельно ещё целых 6 месяцев (председателем Комитета оставался граф Витте). Комитет министров был упразднен только 23 апреля 1906 года, когда Николай II утвердил Основные государственные законы 1906 года, не предусматривавшие сохранение такого органа власти. Одновременно с этим последовала отставка Витте как главы Комитета (с поста председателя Совета министров он был уволен днем раньше). Функции Комитета министров были переданы в Государственный совет и Совет министров.